# Vincent Lavenu

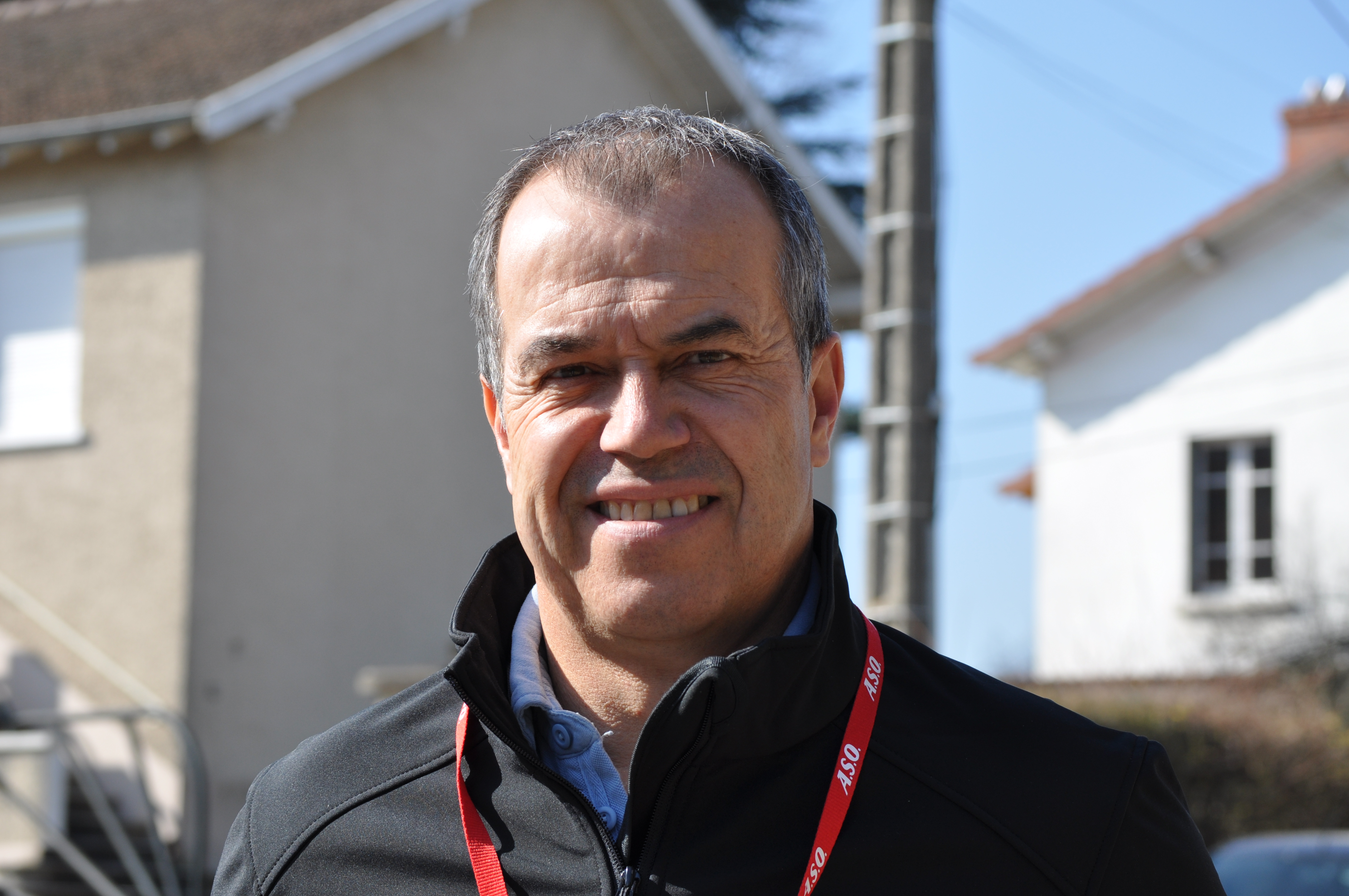
Vincent Lavenu (2011)

Vincent Lavenu (* 12. Januar 1956 in Chambéry) ist ein ehemaliger französischer Radrennfahrer und späterer Manager von Radsportteams.

## Werdegang
Lavenu wurde 1983 im Alter von 27 Jahren Radprofi bei der Mannschaft U.C. Saint-Etienne-Pélussin, die Werbung für Saint-Étienne und die dortige Fahrradindustrie machte. Er fuhr auch in den folgenden Jahren für kleinere Teams, bevor er 1987 nach starken Leistungen beim Sechstagerennen von Grenoble einen Vertrag bei RMO erhielt, der nach Saisonende allerdings nicht verlängert wurde. Danach trat er zwischenzeitlich vom Radsport zurück und arbeitete für den Hersteller von Fahrradkomponenten LOOK. Zu Beginn der Saison 1988 stellte er aber einen Kontakt zu Fagor-MBK her, konnte in seinem ersten Vertragsjahr eine Etappe der Portugal-Rundfahrt gewinnen und bestritt mit der Tour de France 1989 seine einzige Grand Tour, die er als 65. beendete. 1990 wechselte er wieder bei einer kleineren Mannschaft mit dem Namen Moscoa und gewann eine Etappe der Route du Sud, bevor er nach Abschluss der Saison 1991 seine Karriere als Aktiver beendete.
Ein Jahr nach Ende seiner Rennfahrerlaufbahn überzeugte Lavenu einen seiner Förderer, den Fleischproduzenten Alain Chazal, ein Radsportteam zu finanzieren, dessen Teammanager Lavenu wurde. Die Mannschaft fuhr ihre erste Saison 1992 unter dem Namen Chazal-Vanille Et Mûre. Nach verschiedenen Sponsorenwechseln wurde aus dieser Mannschaft das spätere UCI WorldTeam AG2R. Im Sommer 2024 wurde Vincent Lavenu von Decathlon AG2R La Mondiale Team entlassen.